# Белорусский портрет XII-XVIII веков
Белорусский портрет XII―XVIII веков ― один из основных жанров белорусской живописи и скульптуры. Основа жанра ― мемориальное начало, увековечивание облика конкретного человека. В искусстве белорусские портреты XII―XVIII вв. делятся на живописные и графические; парадные, камерные; в рост, по колени, поясной, голова, анфас, профиль и др. Согласно количеству персонажей подразделяются на индивидуальные, парные, групповые; специфический вид портрета ― автопортрет. С древности известны портретная миниатюра, портреты на медалях и монетах.

## Первые белорусские портреты

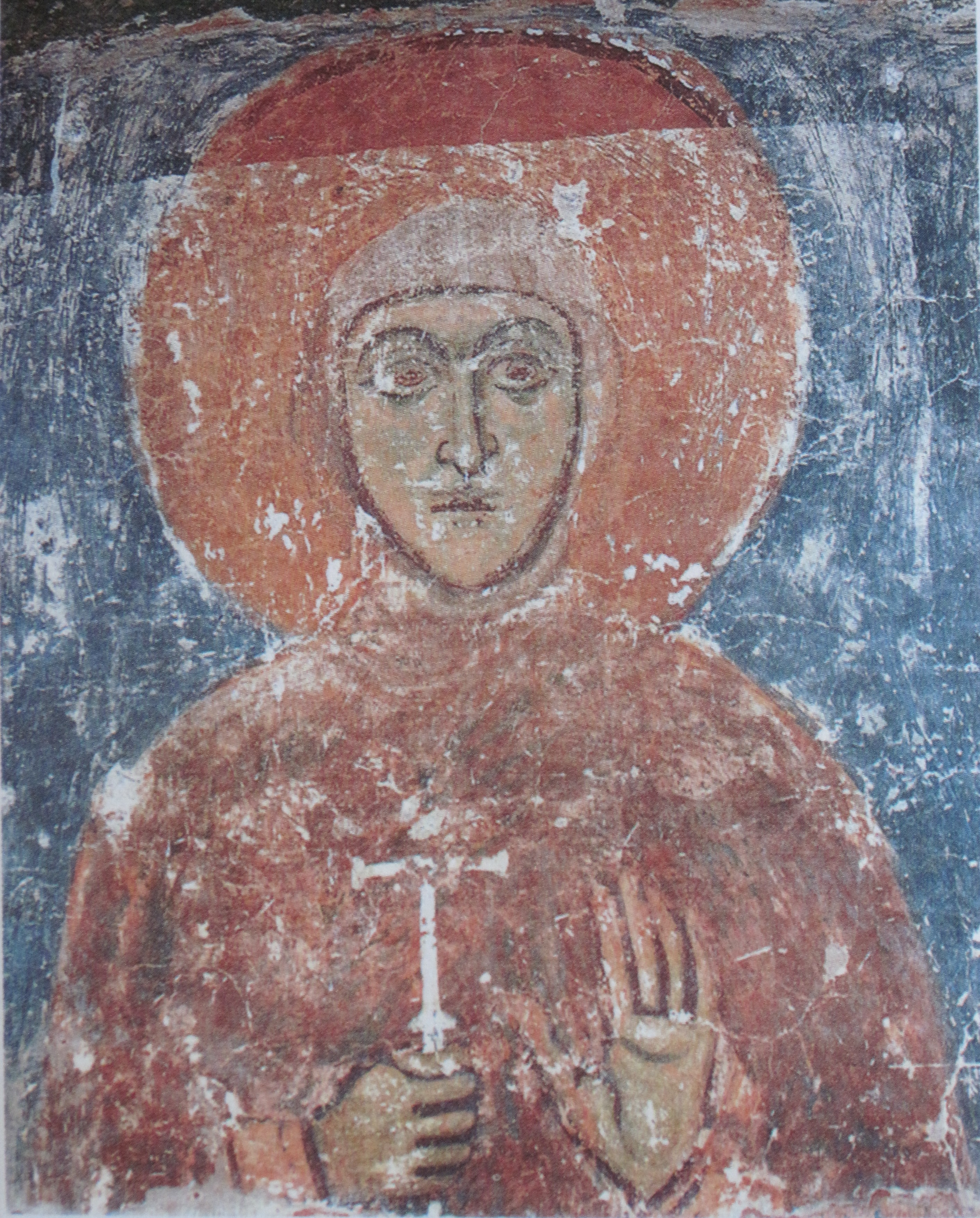
Роспись стен Спасо-Ефросиниевской церкви. Изображение святой мученицы

Первый известный скульптурный портрет, найденный на тогдашней территории Белоруссии в 1935 году, относится к 15―12 тыс. лет до н. э. Это статуэтка из бивня мамонта длиной 15 см. Пропорции фигурки вытянуты за счёт относительно длинного торса, плавно переходящего в массивные, выразительно оформленные пластичные ноги. Ступни ног едва очерчены, не вырезаны руки и голова.
При раскопках городища милоградской и раннего этапа зарубинецкой культур (2-я половина I в. до н. э.) в деревне Богушевичи Сенненского района, в 1965 году найдена статуэтка ― глиняная обожжённая скульптура головы мужчины высотой 3,5 см, шириной 2,8 см. Отчётливо видны глаза, нос, большая борода, зачесанные назад волосы. Предполагается, что это изображение реального человека.
Попытка портретной характеристики видна в росписях Полоцкой Спасо-Ефросиниевской церкви постройки XII века. Здесь явно несколько манер письма. Лицо серафима, головы молодых архидиаконов в апсиде и лицо молодой монашенки-мученицы написаны в классической византийской манере, восходящей к античному искусству. М. С. Кацер предположил, что монахиня и есть Предслава (Ефросинья, по заказу которой построена церковь. В лицах святителей и Авраама виден определённый отход от классических византийских образцов, хотя связь полостью ещё не утрачена. Пластическая основа подаётся в сочетании с линейным контуром. Полная стилизация формы как итог переработки византийских образцов намечается при использовании контрастных широких мазков (голова Давида). На другой стене церкви рельеф лиц изображается с помощью охристых тонов с линейным абрисом. По тематическому и композиционному решению фрески полоцкой церкви отличаются от известных фресок XII века (псковская Спасо-Мирожская церковь и киевская Кирилловская церковь) и более сближаются с росписями новгородской Богородицкой церкви (1125). Учёные предполагают два варианта: а) фрески Спасской церкви принадлежат новгородским ученикам романских фрескистов; б) это творение полоцких мастеров, прошедших тот же путь обучения что и новгородские художники.
В XII―XIII вв. были широко распространены вислые печати, которые привешивались на шнурке к документу, придавая ему юридическую силу. Кроме надписей на печатях, были и изображения святых; владели этими печатями люди, носящие те же имена, что и святые. На одной стороне печатки (диаметр 25 мм), найденной в Волковыске, четырёхлепестковая розетка, на другой ― фигура человека в рост, наверняка ― князя. На голове корона, в правой руке короткое копьё, в левой ― круглый щит. Надпись ― Дімітріос. Принадлежала печатка старшему сыну Ярослава Мудрого Изяславу, имевшему каноническое имя Димитрий. В середине XI в. он княжил в Турове, после смерти отца стал великим князем киевским (1054).
Носят портретный характер росписи, сделанные белорусскими мастерами XIV века в Сандомире (костёльный портрет короля Ягайло работы Якуба Вужа (Венжика), в Люблине (костёл бригиток, в виде всадника с копьём) и Троках (фресковые портреты Витовта XV в.). На основании этих росписей немецкий учёный Альберт Ипель утверждал, что «белорусская школа живописи» существовала, но в истории искусства обойдена вниманием.
В истории сохранилось несколько имён белорусских живописцев: на Брестчине работали Томаш (начало XVI в.), Навоша (1525), на Гродненщине ― Никифор (XVI в.), Опанас Антонович (1539―1540), на Могилёвщине ― Дмитрий Иванович (1578), Семенович (1570―1580), Исаак Иванович, в Минске ― Иероним (1591), в Вильно ― Антоний (40-е гг. XVI в.), Франтишек (1562), Граховский (1578), Андрей Руль, Ян Литвин.

## Белорусский портрет XV―XVII веков
К середине XV века портрет перестаёт быть только стенописным. А. П. Сапунов ссылается на Матея Стрыйковского, который упоминает в своих сочинениях семейный портрет великого князя Ольгерда с супругой, находившийся в витебской замковой церкви. Известен живописный портрет великого князя Александа Ягеллончика (ок. 1493).

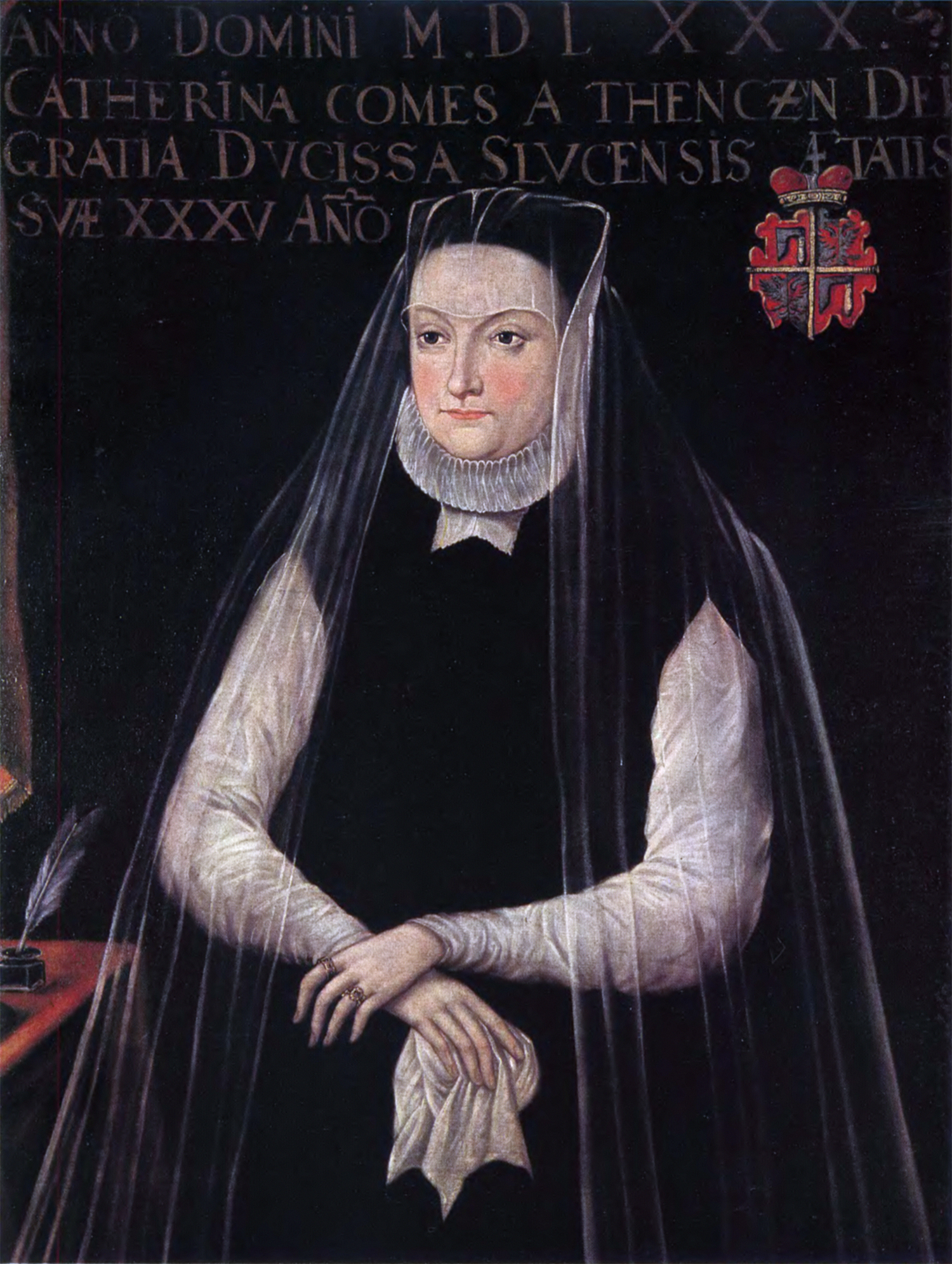
Катажина Тенчинская-Слуцкая. 1580

С середины XVI века и в течение XVII века складывается живописный портрет: одиночный, парный и групповой. Под влиянием западноевропейского Возрождения написаны женские портреты Барбары Радзивилл (1550), Катажины Тенчинской-Слуцкой (1580) и др. Появились портреты духовных лиц (портреты митрополита Иосифа Солтана, кардинала Юрия (Ежи) Радзивилла).
Появились портреты для дворцовых галерей ― портреты Николая Радзивилла Рыжего, Юрия Олельковича, Михаила Борисовича, Софьи Олелько-Радзивилл. Например, портрет Юрия Олельковича в овале три четверти; он в гордой позе, одна рука на поясе, другая ― на рукояти шпаги. Доминирует светлотеневая подача формы лица и фигуры. Интересен парный портрет (1646) виленского художника Иоганна Шретера, где изображены две жены гетмана великого литовского Януша Радзивилла. Особенность портрета в том, что первая жена Катажина Потоцкая к тому времени умерла. Однако, по воле заказчика, художник соединил обеих. Фон портрета торжественен, наряды женщин соответствуют их характеру: красный у Катажины и чёрный у Марии Лупу.

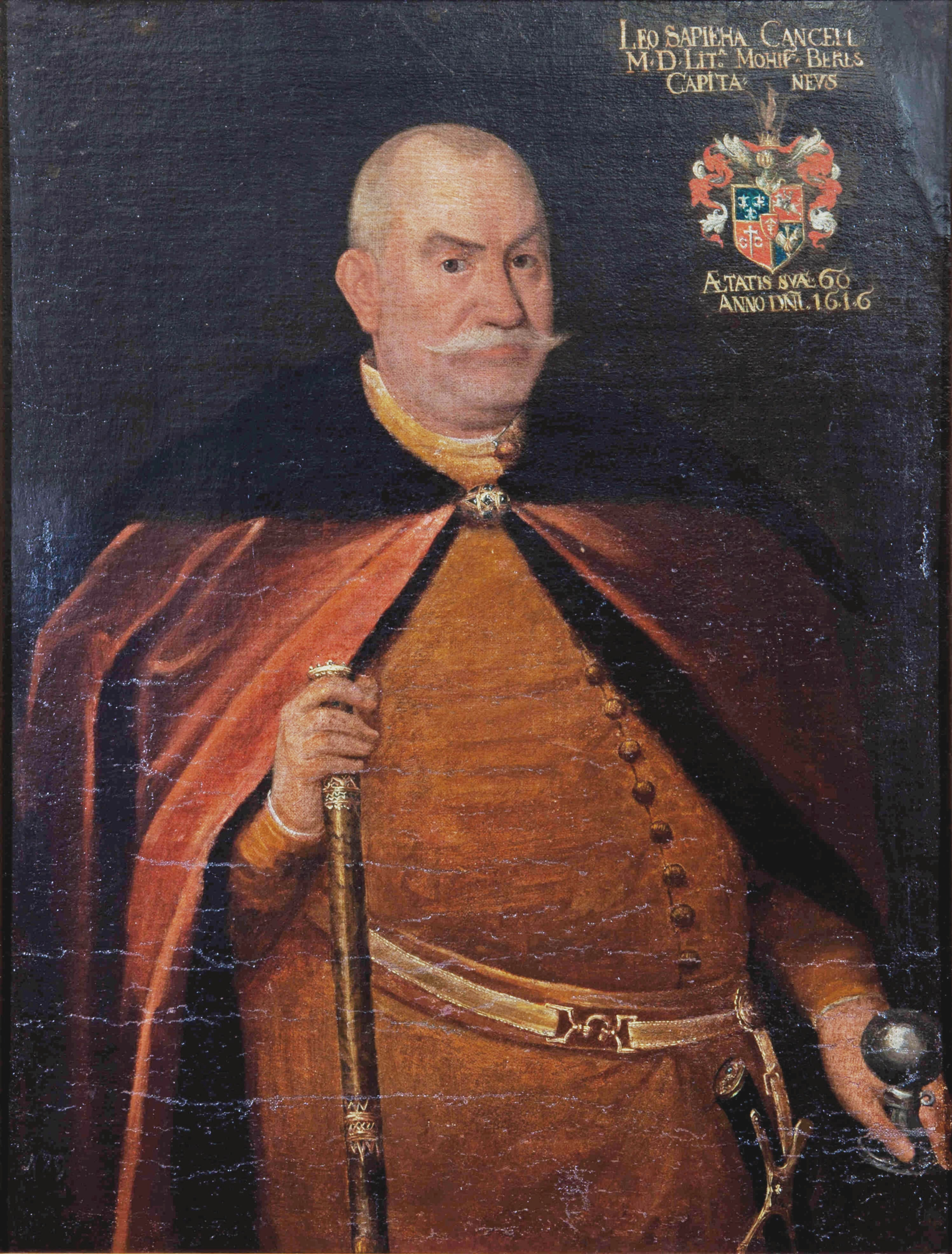
Лев Сапега. Портрет неизвестного художника. 1616

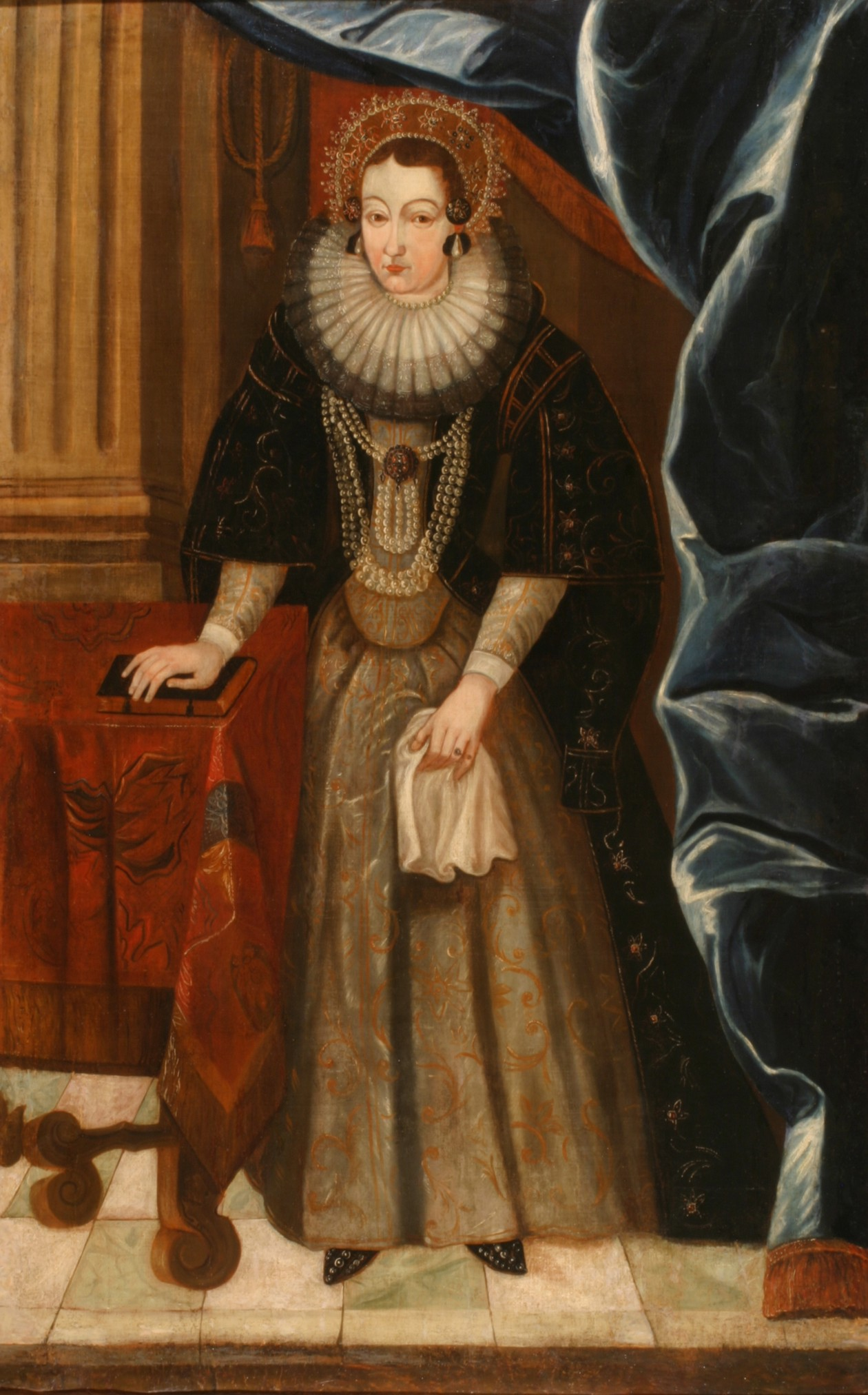
Гризельда Сапега. 1632

В основном преобладал парадный рыцарский сарматский портрет, далее следовали портреты донаторский, погребальный. Сарматский портрет изображал знатного шляхтича в богатом рыцарском убранстве. Зачастую в картине присутствовало оружие (меч, копьё), палица, распятие, родовой герб. Портрет, как стиль изобразительного натурализма, давал представление не только об облике человека, но и его среде проживания. В художественном плане зарождалось стремление отражения материальности и объёмности лица и фигуры, хотя светотеневая моделировка оставалась ещё плоскостной. Наиаболее яркими представляются портреты Юрия Радзивилла (вторая половина XVI в.), Гризельды Сапеги (1632), Константина Острожского (первая половина XVII в.), Михаила Казимира Паца (вторая половина XVII в.), Кшиштофа Веселовского (1636), Игнацы Завиши (1732). Известны некоторые живописцы сарматского портрета: Иоганн Шретер, Даниэль Шульц, Стефан Цыбульский.
Для картин и портретов Николай Радзивилл Сиротка отвёл целую большую залу несвижского дворца. В этой картинной галерее в 1770 году находились 984 картины. Кроме королевских и великокняжеских, в коллекции были и портреты духовных лиц. Первым по времени в коллекции стал поясной портрет бискупа Мельхиора Гедройца, созданный в 1585 году. В руках у бискупа крест, на пальцах золотые перстни, ― всё это, включая богатое одеяние, должно свидетельствовать о величии католической церкви и её высших служителей. Богата галерея родовыми портретами Радзивиллов. Среди сохранившихся портретов ― изображения великого канцлера литовского Альбрехта Станислава Радзивилла (1595—1659), (1640-е гг.), великого гетмана литовского Януша Радзивилла (1612—1655) (ок. 1652, худ. Даниэль Шульц), великого гетмана литовского Михала Казимира Паца (1642—1682), абатиссы несвижского монастыря бенедектинок Кристины Евфимии Радзивилл (1640-е гг., худ. Иоганн Шретер). Собралась коллекция портретов рода Вишневецких. По заказу вдовы канцлера Кароля Станислава Радзивилла ― Анны Сангушко, написаны исторические портреты предков в лавровых венках. Её сын, виленский воевода Михал Казимир Радзивилл Рыбонька с женой Франциской Урсулой перевезли в Несвиж ряд портретов из Бяла-Подляски и Жолквы. Во второй половине XIX века супруга князя Антония Радзивилла Мария Доротея Радзивилл, обновляя несвижский дворец, восстановила остатки радзивилловских портретов. В 1960-х гг. началось систематическое изучение портретов и реставрация их в Москве и Ленинграде. Белорусское творческое объединение художников «Железный волк», желая воскресить жанр, создало более 20 полотен в духе сарматских портретов XV― XVIII веков.
На белорусском донаторском портрете изображался донатор (лат. donator) ― фундатор храма, обычно с моделью строения в руке перед Христом, Матерью Божией или святым-покровителем. Первый такой портрет упоминается в книге В. Г. Краснянского о Мстиславле. Это икона преподобного Онуфрия в находящейся близ Мстиславля Онуфриевской обители. Внизу, рядом с Онуфрием изображен отрок-княжич Юрий ― сын мстиславского князя Лугвения. По легенде, святой вывел из леса заблудившегося княжича-отрока. Следующий донаторский портрет известен в Беларуси с XVI века: это икона «Поклонение волхвов» (ок. 1514), в деревне Дрисвяты Браславского района, на ней в результате обновления XVII века помещено изображение фундатора Яна Сапеги. В описи 1552 года говорится о витебской Спасской церкви, где находился портрет князя Ивана Шуйского Губки, который сохранился на более позднем рисунке XVII века в гравюрном собрании короля Станислава Августа. Портрет фундатора витебского костёла иезуитов Александра Корвин-Гонсевского позволяет увидеть внешний вид костёла. По свидетельству А. П. Сапунова ещё в начале XX века портрет находился в витебском музее, теперь он ― в Вильнюсе. В иконе «Матерь Божия с донаторами» (ок. 1680) изображены братья Радзивиллы, они же на иконах свв. Доминика и Игнатия Лойолы.
Характерной формой портрета сарматизма является погребальный (трунный, труменный) портрет ― живописное или скульптурное изображение покойного. Это гробовой портрет (прикрепляемый к гробу), эпитафийный (вешался на стене костёла рядом с декоративным или скульптурным прибавлением), жалобная хоругвь (изображение покойника на ткани, которая укреплялась не древке, как знамя). В XVII―XVIII вв. погребальные портреты в основном писались на листовой меди или по листовому олову. Среди погребальных портретов ― портреты Андрея Завиша (1678), Александра Поцея (вторая половина XVIII в.), эпитафия маршалку стародубскому Болеславу Биспингу И. Прукнера в ружанском Троицком костёле (1789), эпитафия Н. Ф. Радзивиллу из дятловского костёла.

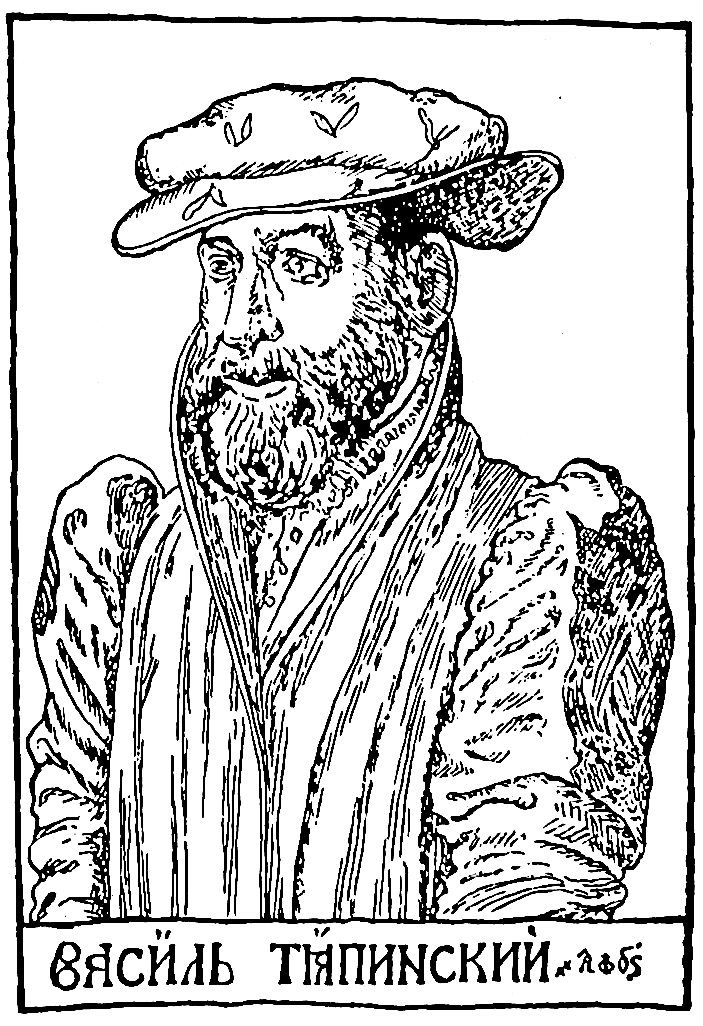
Василь Тяпинский. 1576

Возникновение графического портрета датируется 1517 годом, когда в книге «Иисус Сирахов» и в 4-й Книге Царств (1518) опубликован портрет Франциска Скорины. Белорусский первопечатник показан в своём рабочем кабинете, в правой руке перо, на столе ― глобус, часы, на полках ― книги. К ранним восточнославянским портретам принадлежит и портрет Василя Тяпинского (1576).
Портреты-гравюры стали появляться в книгах: портреты Боны Сфорца, Сигизмунда I (Decius I.L. De vetustatibus Polonorum liber I. De Jagellonum familia liber II. De Sigismundi regis temporibus liber III. Cracoviae, 1521), в издании А. Гваньини "Gwagnin A. Sarmatiae Europeae descriptio. Spirae, 1581) портреты великих князей Тройдена, Витеня, Миндовга, Ягайло, Гедимина, Витовта, Ольгерда, Свидригайло и короля Польши, великого князя литовского Александра Ягеллончика. В начале второго тома Яна Островского, (секретаря брестского референдария Яна Фредерика Сапеги) «Suada latina» опубликован портрет Сапеги. В прижизненном издании произведения Николая Радзивилла Сиротки «Путешествие в Иерусалим» (1601, Брунсберг) помещён портрет автора ― ксилография Т. Третера. Среди иконографии Иосафата Кунцевича есть портрет-гравюра (1670-е гг.) А. Тарасевича.

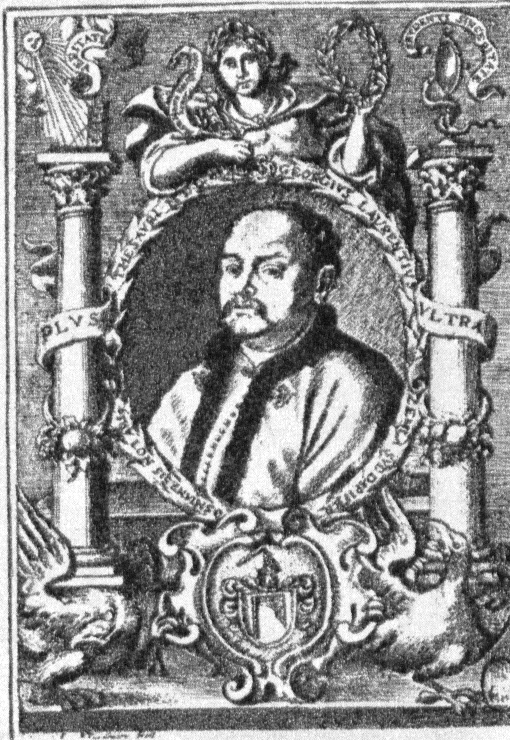
Л. Тарасевич. Портрет ошмянского пристольника Георгия Земли. Медерит. 1680-е гг.

В начале XVII века, когда медерит ― гравюра на меди, ― получил в Великом княжестве Литовском достаточное распространение, появляется «Панегирик братьев Скарульских» (1604), и в 1621 году серия эмблематических ксилографий несвижского гравёра Томаша Маковского. Последние были созданы для панегирика Яну Ходкевичу по случаю закладки первого камня в фундамент костёла Вознесения Матери Божией в Крожах на Жмуди. Традиционный пятичастный щит заключён в овальную рамку с гравированным текстом: «Ян Кароль Хадкевич виленский воевода, гетман ВКЛ, Ливонский губернатор, граф на Шклове, Мыши и Быхове». Такие надписи делались обычно на рамках вокруг портрета; у гербов гравировались слева и справа инициалы владельца. На первом дереворите Ходкевич представлен преклонённым перед иконой Богородицы в окружении ангелов-стражников с мечами. На заднем плане костёл и строения, обнесённые стеной. В верхнем левом углу гравюры военный ходкевичский грифон посылает ядра из пушек в турецкий полумесяц. Медерит использовал начинавший свою деятельность в Белоруссии Леонтий Тарасевич: портреты К. С. Радзивилла, подстолия ошмянского Георгия Земли, смоленского епископа Богуслава Корвин-Гонсевского (конец 1690-х). Его брат ― Александр Тарасевич ― в 1685 году создал медеритный портрет слуцкого управляющего Яна Казимира Кшиштофа Клокоцкого.
С середины XVI века виленским монетным двором выпускаются портретные медали. Так, мастера Падаван и Доменик Венетус создали ряд медалей с портретами королевской семьи (1532, 1548). Веронский мастер Ян Караглио создал в 1539 году медальерный портрет виленского каноника Александра Пезенция.
К середине XVI века, с развитием надгробных памятников, появляются скульптурные портреты в Виленском кафедральном соборе, ― канцлера великого литовского Альбрехта Гаштольда (1540), виленского бискупа Павла Гольшанского. В несвижском костёле иезуитов ― надгробные портреты Николая Радзивилла Сиротки с сыновьями. В гольшанском францисканском костёле ― подканцлера литовского Павла Стефана Сапеги и его трёх жён. Сапега изображён «уснувшим рыцарем на готической плите». В костёле деревни Кременица ― каштеляна витебского Николая Вольского с женой Барбарой. В новогрудском фарном костёле ― каштеляна новогрудского Яна Рудамина Дусятского.

## Белорусский портрет XVIII века
На развитие живописи Белоруссии XVIII века безусловное влияние оказали придворные художники саксонских курфюрстов (одновременно и королей Речи Посполитой) из Дрездена. Художник середины XVIII Казимир Лютницкий ― автор 166 портретных копий, выполненных для Мирского замка по заказу Михаила Казимира Радзивилла Рыбоньки. Сохранился написанный им портрет Теофилии Вишневецкой, матери супруги Михаила Радзивилла.
Образцом представления семейного родового древа стал инициированный Радзивиллом Рыбонькой альбом портретов-гравюр «Icones familiae ducalis Radivillianae» (1758), начиная с мифического предка и заканчивая представителями династии XVIII в. Его исполнил Г. Лейбович с помощниками.

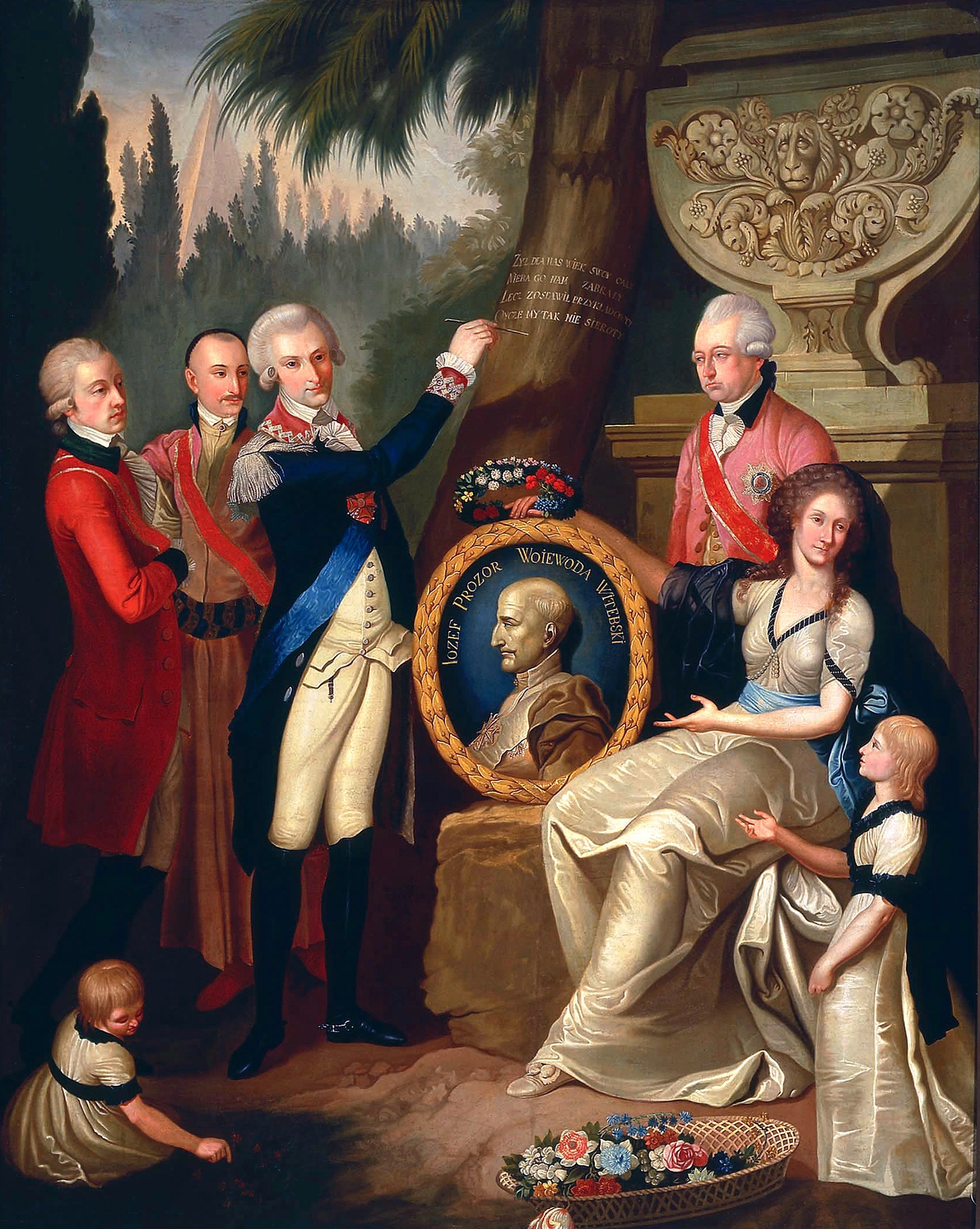
Ф. Смуглевич. Портрет семьи Прозор. 1789

Стипендиат короля Речи Посполитой Станислава Августа Франциск Смуглевич учился в римской Академии святого Луки. Автор портретов и жанровых сцен, он основал кафедру живописи и рисунка в Главной виленской школе. Групповой портрет «Семья Прозор» написан в 1789 году по заказу обозного литовского Кароля Прозора. Картина предполагалась как апофеоз умершему отцу Кароля ― воеводе витебскому Юзефу Прозору. Семья Прозор, кроме детей, была написана с натуры. В центре композиции ― медальон с портретом Юзефа Прозора. Слева стоит Кароль Прозор и указывает на надпись-посвящение. Справа сидит супруга Кароля ― Людвика. За ней стоят брат Кароля и два его шурина. На первом плане дети. Художник сознательно подчеркнул средства экспрессии традиционного сарматского портрета. Картина Смуглевича ― это пример самостоятельной польско-белорусской портретной традиции в основном течении европейской портретной живописи XVIII века. Групповыми портретами также являются исторические картины Смуглевича «Смерть Якуба Ясинского» и «Присяга Костюшко на Краковском рынке». В последней ― образы участников исторического события. На первом плане генералы Т. Костюшко, А. Мадалинский, Ю. Водзицкий, каноник В. Сераковский, слева ― сам художник. Смуглевичем также написаны портреты Ю. Пешки, Р. Пшездецкого, епископа Жмудского Ю. Гедройца, семьи Тышкевичей. Именно под влиянием Смуглевича развился интерес к исторической и портретной живописи.
Интересен и групповой портрет авторства ученика и преемника Смуглевича по Виленской школе ― Яна Рустема, объединившего на одном полотне образы Марии Мирской, Адама Наполеона Мирского и Барбары Шумской. Первая представлена в виде Терпсихоры, второй в виде Амура, а третья ― музы Полигимнии. Из сохранившихся картин Рустема, эта носит наиболее классический характер, видно влияние французского классицизма. Рустем является автором нескольких автопортретов, поясных портретов.
Учеником Смуглевича был и Юзеф Олешкевич, автор портретов Льва Сапеги, Николая Радзивилла, Адама Чарторыйского, Хенрика Жевуского, Адама Мицкевича, портрета девочки, женского портрета.
Юзеф Пешка первоначальное художественное образование получил у краковского живописца Доминика Эстрейхера, затем учился в Варшаве у известного портретиста Иоганна Лампи и Смуглевича. С 1793 года в Вильно, пишет портреты виленской шляхты и духовенства (портреты советника Вейса, надворного маршалка литовского Станислава Солтана, каштеляна киевского Александра Любомирского, старосты брестского Казимира Сапеги, Теофилы Радзивилл, Игнатия Закржевского, гетмана Шимона Коссаковского. По просьбе магистрата Варшавы Юзеф Пешка написал цикл портретов деятелей Четырёхлетнего сейма (I790-I792). Групповыми семейными портретами являются работы Пешки «Семейство Монюшко», «Адам Казимеж Чарторыйский с супругой». В последнем портрете чувствуется попытка художника объединить правила официальной придворной живописи с традицией польского сарматизма.

## Галерея

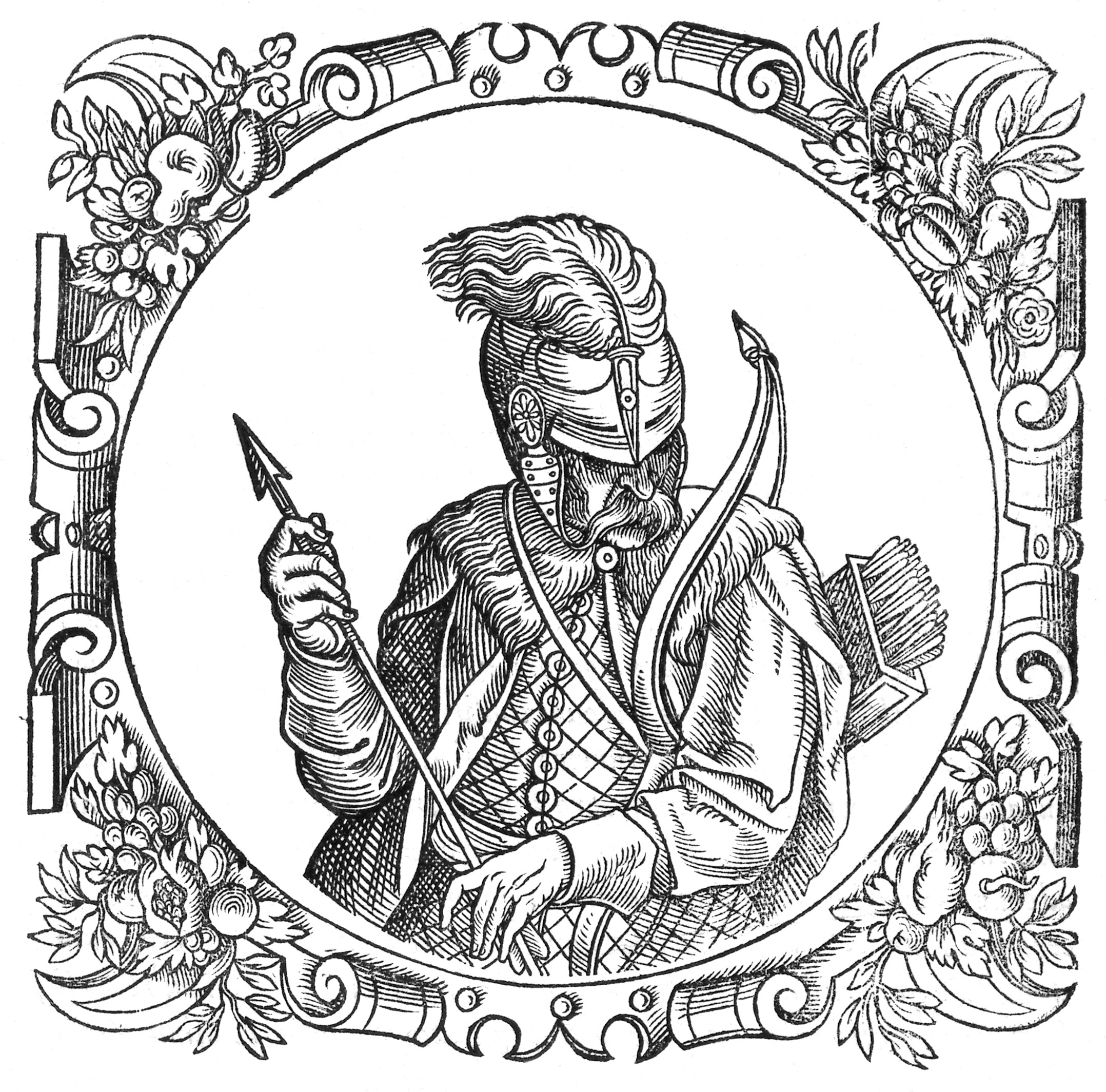
Свидригайло. Гравюра из «Описания Европейской Сарматии» А. Гваньини (1578)
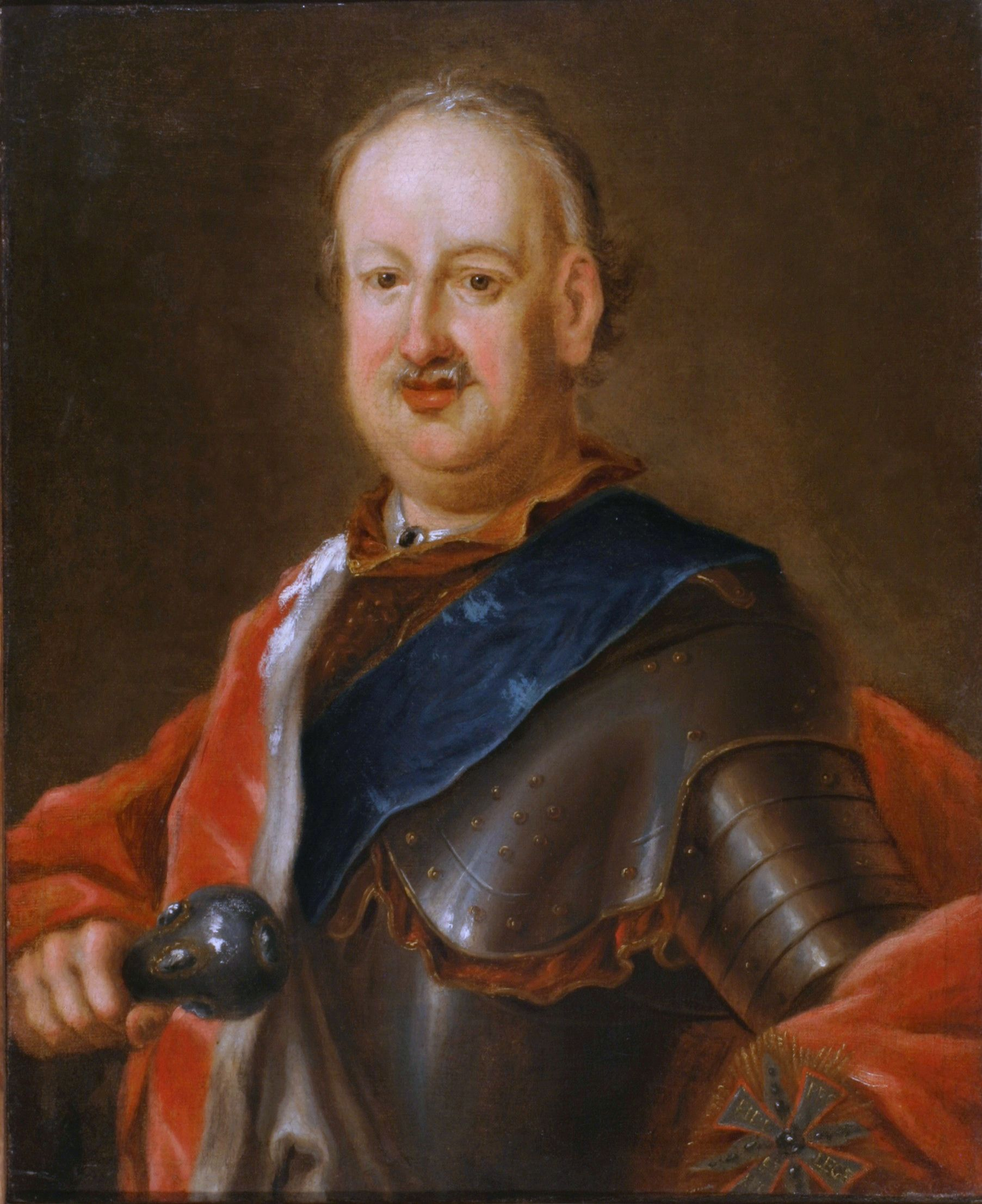
Михаил Казимир Радзивилл Рыбонька
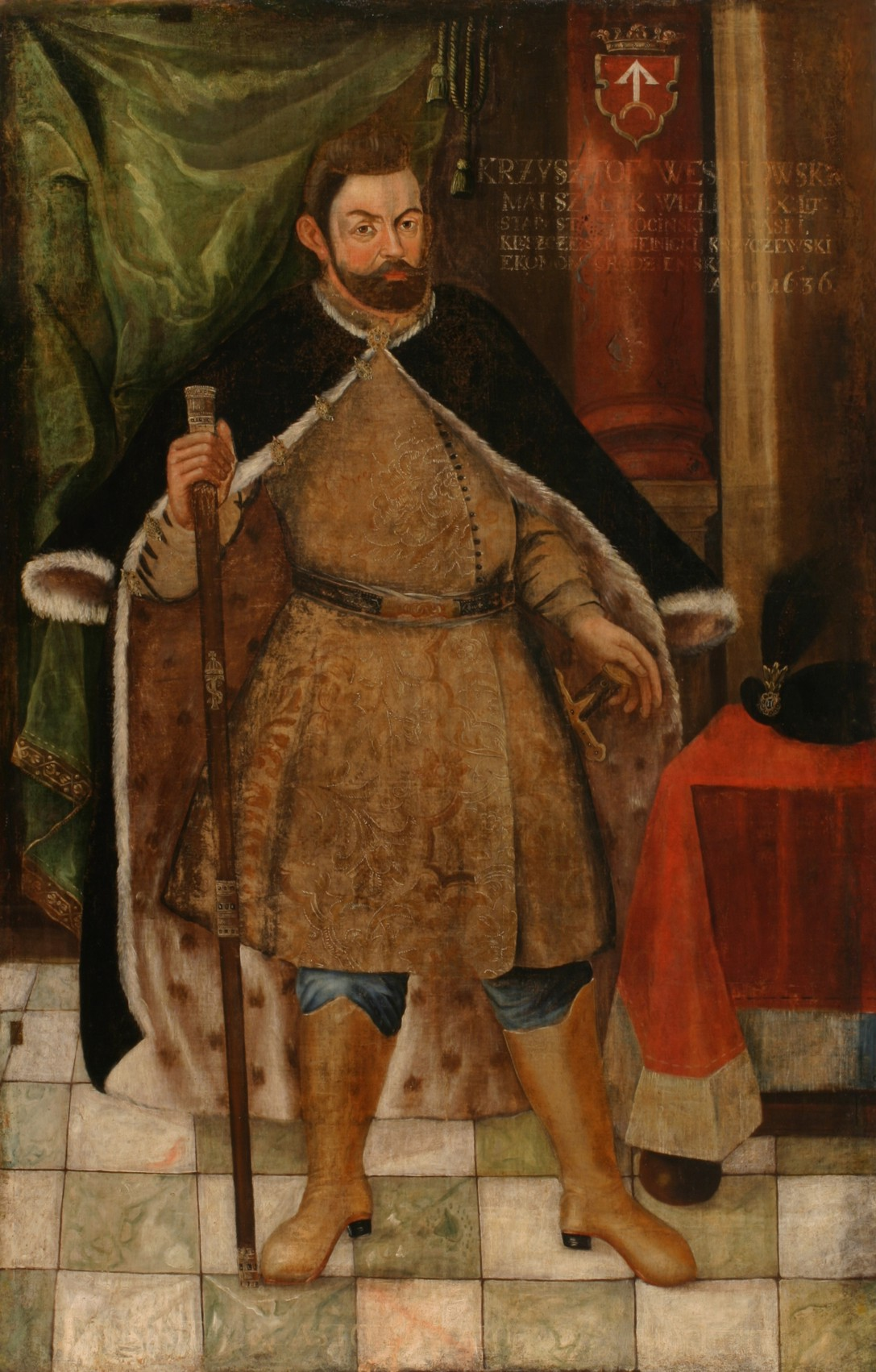
Кшиштоф Веселовский
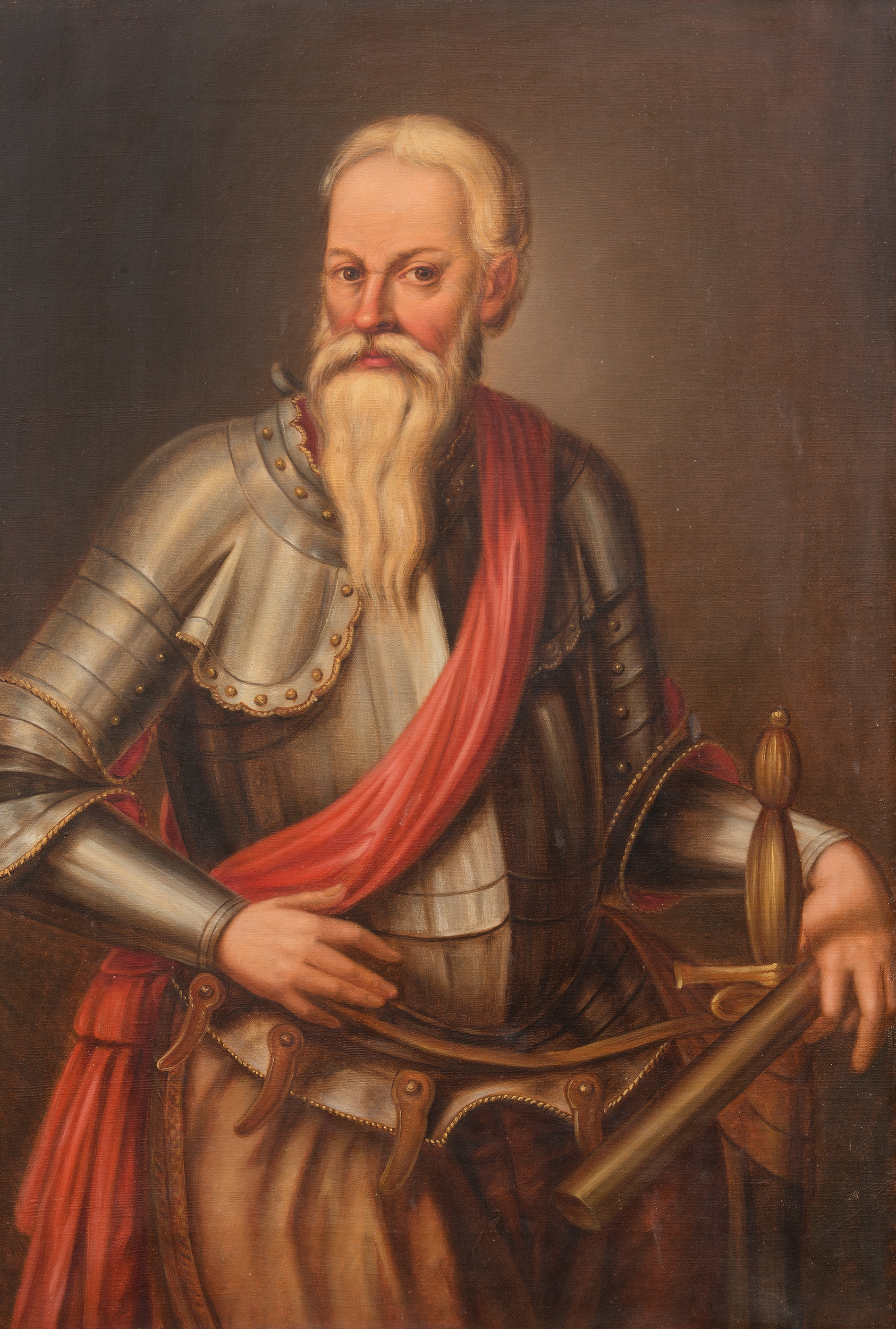
Николай Радзивилл Рыжий
Игнацы Завиша
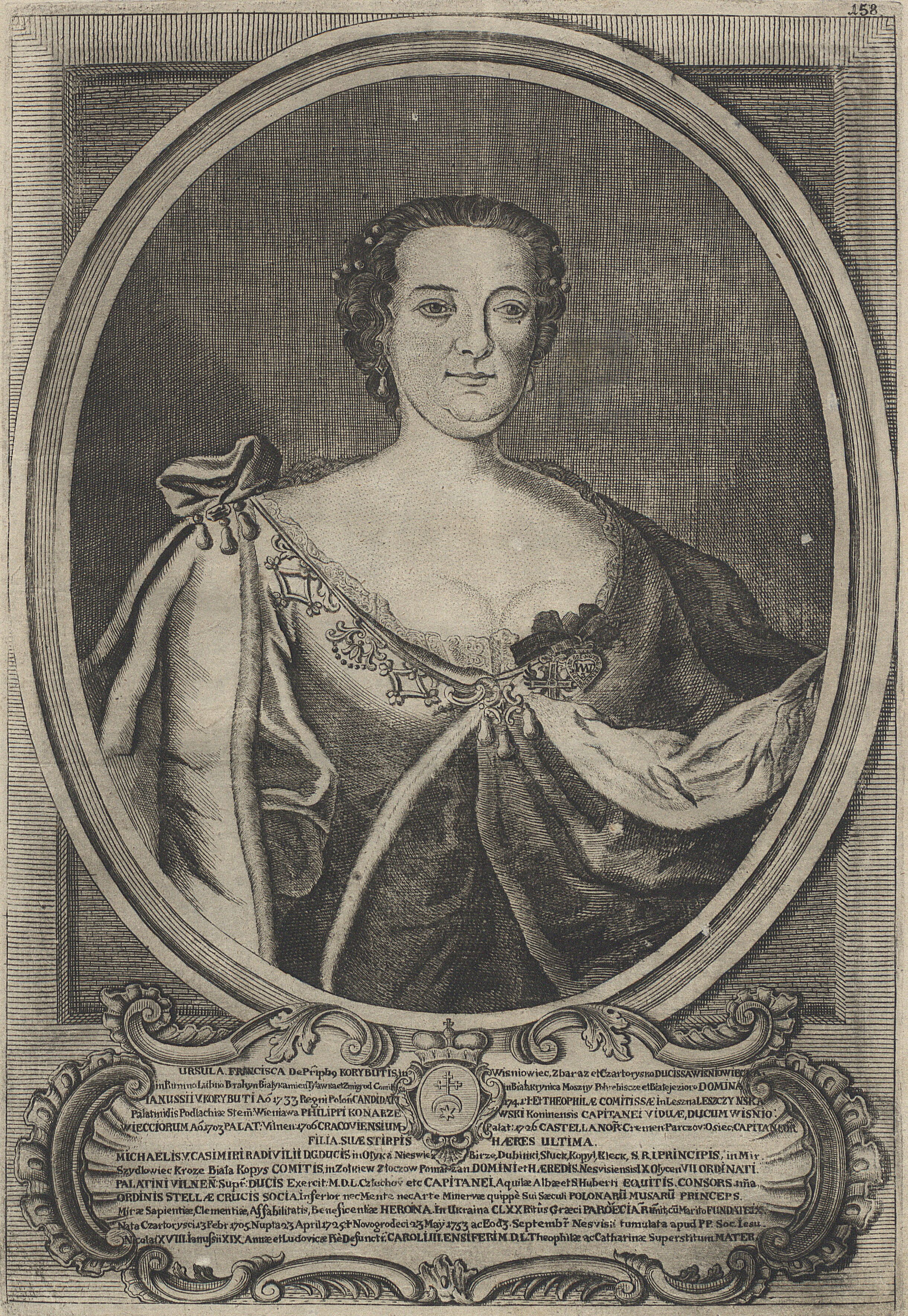
Франциска Урсула Радзивилл
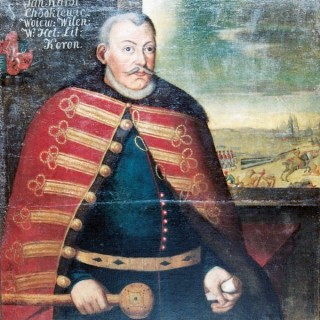
Ян Кароль Ходкевич
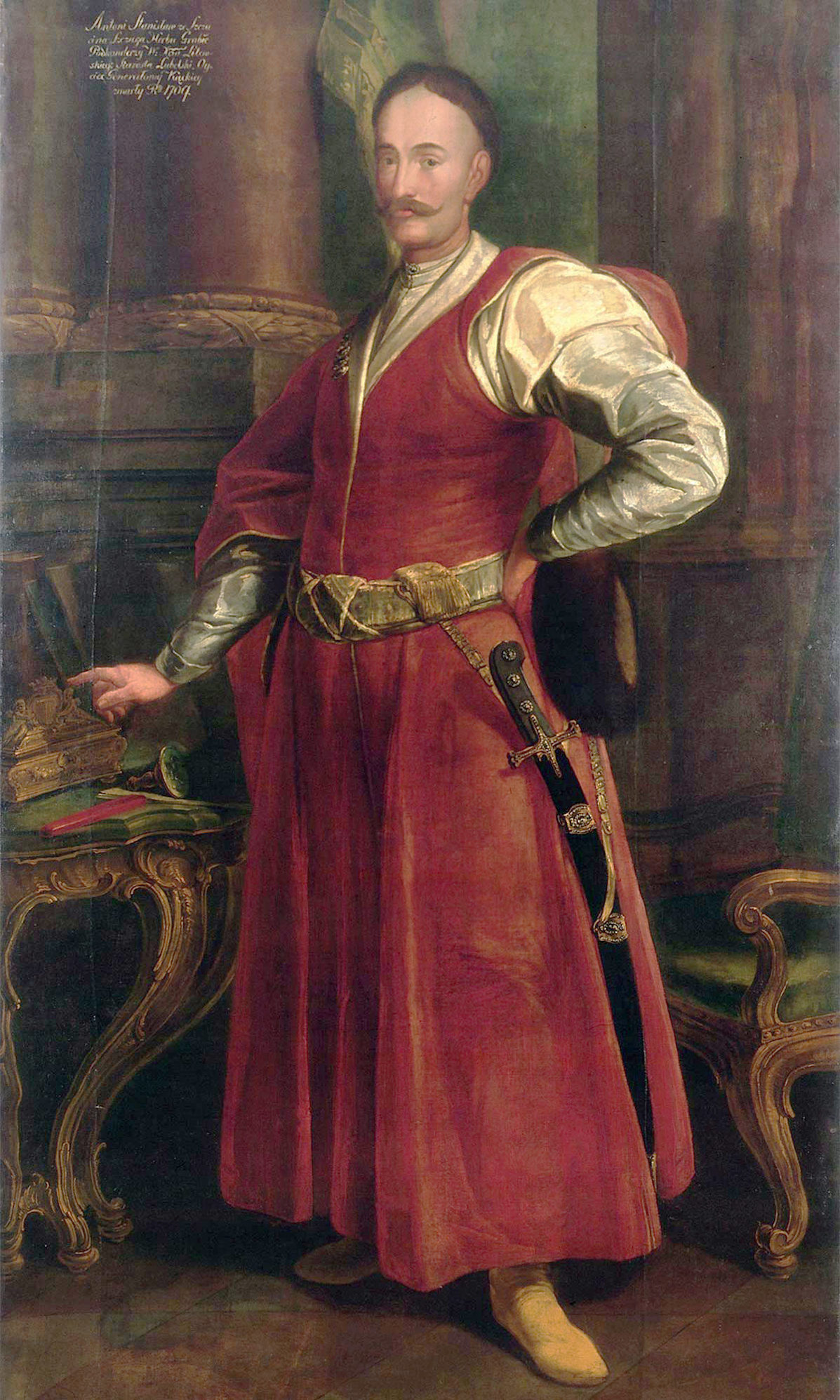
Станислав-Антоний Щука